# Gabrielle Marceau
Gabrielle Zoé Marceau (* 1960) ist eine kanadische Hochschullehrerin und Funktionärin in der Welthandelsorganisation (WTO).

## Leben
Gabrielle Zoé Marceau wurde 1960 geboren. Sie hat einen L.L.B. der Université de Sherbrooke und einen L.L.M. der London School of Economics und einen Ph.D. der University of London. Bevor sie Teil des GATT-Sekretariats wurde, arbeitete sie als Anwältin in Quebec, hauptsächlich zum Arbeits- und Versicherungsrecht. Sie ist Mitglied der Quebec Bar. Im September 1994 wurde Marceau Mitarbeiterin in der Rechtsabteilung der sich bereits organisierenden und am 1. Januar 1995 gegründeten Welthandelsorganisation. Zu diesem Zeitpunkt war sie eine von nur vier Anwälten in dieser Abteilung. Eine ihrer Hauptaufgaben in der Abteilung war die Beratung von Panelists, den Richtern der WTO-Panel, im Rahmen der vor die Panels gebrachten Streitigkeiten. Von September 2005 bis Januar 2010 war sie ein Mitglied des Teams von Generaldirektor Pascal Lamy. Von September 2016 bis Januar 2017 war sie geschäftsführende Direktorin der Rechtsabteilung der WTO. Seit dem 1. Mai 2020 ist sie Beraterin in der Forschungsabteilung des WTO-Sekretariats.
Marceau ist eine außerordentliche Professorin an der Universität von Genf und Gastprofessorin am Hochschulinstitut für internationale Studien und Entwicklung, wo sie Welthandelsrecht und Fragen der WTO-Streitbeilegung lehrt. Andere Gastprofessuren hatte Marceau an der Sorbonne I in Paris, der Monash University in Melbourne und dem World Trade Institute in Bern inne. Neben Monographien hat Marceau über 50 wissenschaftliche Artikel über die WTO und ihr Recht geschrieben. Sie ist Mitglied in verschiedenen Gruppen der International Law Association und war Präsidentin der Society of International Economic Law (SIEL). Marceau erstellte eine Vorlesung zu den Prinzipien des Welthandelsrechts, die Teil der United Nations Audiovisual Library of International Law wurde.

## Publikationen (Auswahl)

### Monographien
- The History of Law and Lawyers in the GATT/WTO: The Development of the Rule of Law in the Multilateral Trading System, Cambridge University Press, Cambridge 2015.
- Antidumping and Antitrust Issues in Free-Trade Areas, Clarendon Press, 1994.

### Artikel (Auswahl)
- Trade and Women – Opportunities for Women in the framework of the World Trade organization. In: Journal of International Economic Law, 2019, Volume
- Balance and Coherence by the WTO Appellate Body: Who Could Do Better?. In: The WTO at 10: The Role of the Dispute Settlement System. (hg.) Giorgio Sacerdoti, Alan Yanovich and Jan Bohanes, Cambridge University Press, Cambridge 2006, S. 326–347.